# Nonet (Merikanto)
Aarre Merikanto voltooide zijn Nonet in 1926. De samenstelling van het negenkoppige ensmble is uitzonderlijk te noemen, zeker binnen de Finse klassieke muziek:
- dwarsfluit, althobo, klarinet
- piano
- strijkkwintet.

Merikanto was in die periode bezig met de klassieke muziek van de 20e eeuw. Dat is hier duidelijker te horen dan in zijn Concert voor negen muziekinstrumenten. Het is een komen en gaan van dissonanten. Net als andere muziek van Merikanto uit die periode moest het lang wachten op een eerste uitvoering. Merikanto had uit frustratie al delen vernietigd. Het werk werd aan de hand van de afzonderlijke partijen gereconstrueerd, waarschijnlijk door Merikanto’s leerling Paavo Heininen. De eerste uitvoering vond uiteindelijk plaats op 27 maart 1960. Het nonet bestaat uit drie delen:
1. Adagio-molto allegro
2. Largo
3. Allegro vivace